# Nouveau Monde Éditions
 (août 2022).
Pour les articles homonymes, voir Nouveau Monde (homonymie).
Nouveau Monde Éditions est une maison d'édition multisupport (CD-ROM et DVD, livres, e-books) et indépendante française, située à Paris, spécialisée dans les ouvrages historiques.

## Histoire
Fondée en 2000, elle est dirigée par Yannick Dehée, historien des médias.
Elle publie majoritairement des essais historiques, des ouvrages de référence et des corpus d'archives.

## Auteurs publiés
- Laurent Bihl
- Fabrizio Calvi
- Alex Jordanov
- Frédéric Ploquin